# Абронии
Это статья о роде ящериц, о роде растений см. Аброния
Абронии (лат. Abronia) — род ящериц семейства веретеницевых.
Виды рода распространены в Мексике и странах Центральной Америки. Живут в кронах деревьев.

## Классификация
В составе рода выделяют 28 видов:
- Abronia anzuetoi
- Abronia aurita — горная аброния
- Abronia bogerti — аброния Богерта
- Abronia campbelli
- Abronia chiszari
- Abronia deppii — аброния Деппи
- Abronia fimbriata
- Abronia frosti
- Abronia fuscolabialis
- Abronia gaiophantasma
- Abronia graminea — древесная аброния
- Abronia leurolepis
- Abronia lythrochila
- Abronia martindelcampoi
- Abronia matudai
- Abronia meledona
- Abronia mitchelli
- Abronia mixteca
- Abronia montecristoi
- Abronia oaxacae
- Abronia ochoterenai
- Abronia ornelasi
- Abronia ramirezi
- Abronia reidi
- Abronia salvadorensis
- Abronia smithi
- Abronia taeniata — полосатая аброния
- Abronia vasconcelosii